# نهائي الدرع الخيرية 1961
نهائي الدرع الخيرية 1961 هي النسخة 39 من الدرع الخيرية، أقيمت المباراة بتاريخ 12 أغسطس 1961 على وايت هارت لين، بين توتنهام هوتسبر بطل دوري كرة القدم الإنجليزي 1960–61 وكأس الاتحاد الإنجليزي 1960–61، وبين تشكيلة الموسم في الاتحاد الإنجليزي لكرة القدم.
فاز توتنهام هوتسبر باللقب بنتيجة 3–2

## المباراة
| تشكيلة الموسم | 3:2   | توتنهام     |
| ------------- | ----- | ----------- |
| هاينز · بيرن  | [ 1 ] | سميث · ألين |